# Brândușa
Brândușa – wieś w Rumunii, w okręgu Dolj, w gminie Bistreț. W 2011 roku liczyła 158 mieszkańców.